# Ольтос

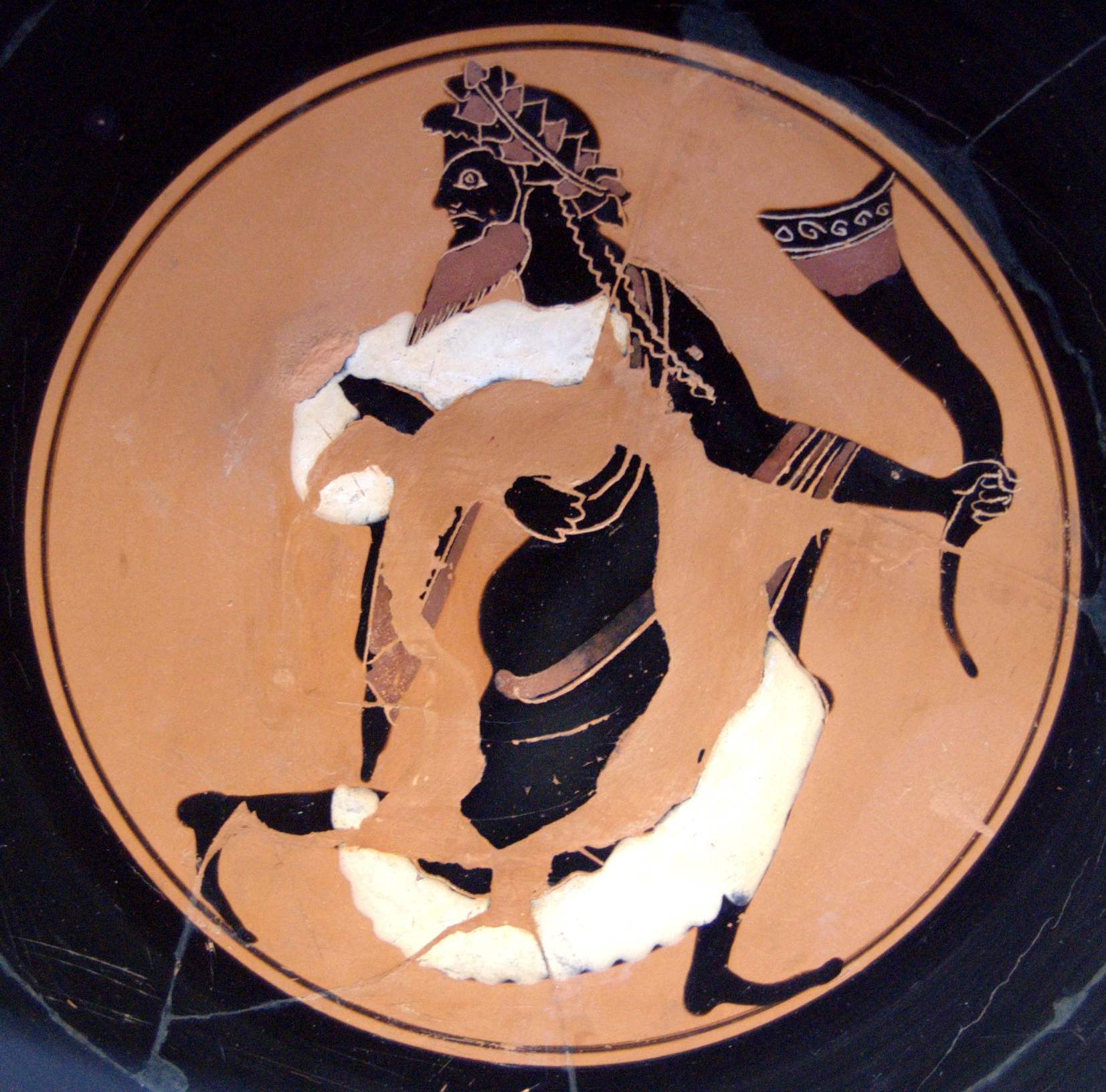
Діоніс: тондо кілікса-білінгви, Державне античне зібрання

Ольтос — давньогрецький вазописець доби пізньої архаїки, працював в Афінах в період між 525 і 500 роками до н. е. Авторству Ольтоса нині приписується близько 150 робіт. Дві вази «чаша F 2264» у Берлінському античному зібранні та «чаша RC 6848» у археологічному музеї міста Таркуїнія містять підпис майстра.
Ольтос почав працювати у майстерні гончара Нікосфена. Спочатку він, головним чином, виконував розпис ваз-білінгв. Його стиль чорнофігурного вазопису здійснив вплив на вазописців Псіакса та Вазописця Антимена.
Одна з особливостей техніки Ольтоса полягає в тому, що тондо його чаш завжди зображує тільки одну людську фігуру. На більщш пізньому етапі художник зосередився на зображенні міфологічних сцен. З плином часу, він працював з кількома різними гончарів. Достеменно відомі принаймні шість з них: Гісхіл, Памфей, Тлесон, Хеліс і, нарешті, Кахриліон — їх вази Ольтос розписував, імовірно, спільно із Ефронієм та Євтихієм. У пізній період творчості Ольтос створював виключно червонофігурні вази під впливом Вазописця Андокіда та кількох вазописців-піонерів, особливо їх раннього представника Ефронія.